# Mariana Pineda
Mariana Pineda Muñoz (Granada, 1 de septiembre de 1804-Granada, 26 de mayo de 1831) fue una liberal española del siglo XIX perseguida y ejecutada por bordar una bandera liberal en la Década Ominosa, durante el reinado de Fernando VII.

## Biografía
Era hija de Mariano de Pineda y Ramírez, capitán de navío de Granada y caballero de la Orden de Calatrava, que nunca llegó a casarse por motivos que se desconocen con María de los Dolores Muñoz y Bueno, de Lucena, mucho más joven y de menor condición que él. La pareja tuvo una primera hija en Sevilla, donde residió un tiempo, pero falleció al poco de nacer, y después de trasladarse a Granada, donde vivieron en casas separadas, tuvieron una segunda hija, que fue Mariana. Después del nacimiento, la madre y la hija se fueron a vivir a la casa del padre, don Mariano, quien unos meses más tarde, a causa de la enfermedad crónica que padecía, firmó un documento por el cual otorgaba a la madre todos los derechos sobre la hija. Pero al poco tiempo don Mariano denunció a su pareja por haberse apropiado de ciertos bienes puestos a nombre de su hija y María Dolores huyó de la casa común con la niña, siendo detenida y obligada a devolver a la niña a su padre el 12 de noviembre de 1805. Tras la muerte de don Mariano, Mariana pasó a la tutela de un hermano de aquel, que era ciego, soltero y tenía cuarenta y siete años. Sin embargo, tras casarse con una mujer mucho más joven que él, traspasó sus responsabilidades de tutor a unos jóvenes dependientes suyos, José de Mesa y Úrsula de la Presa, a cuyo cargo quedó la niña a lo largo de su infancia.

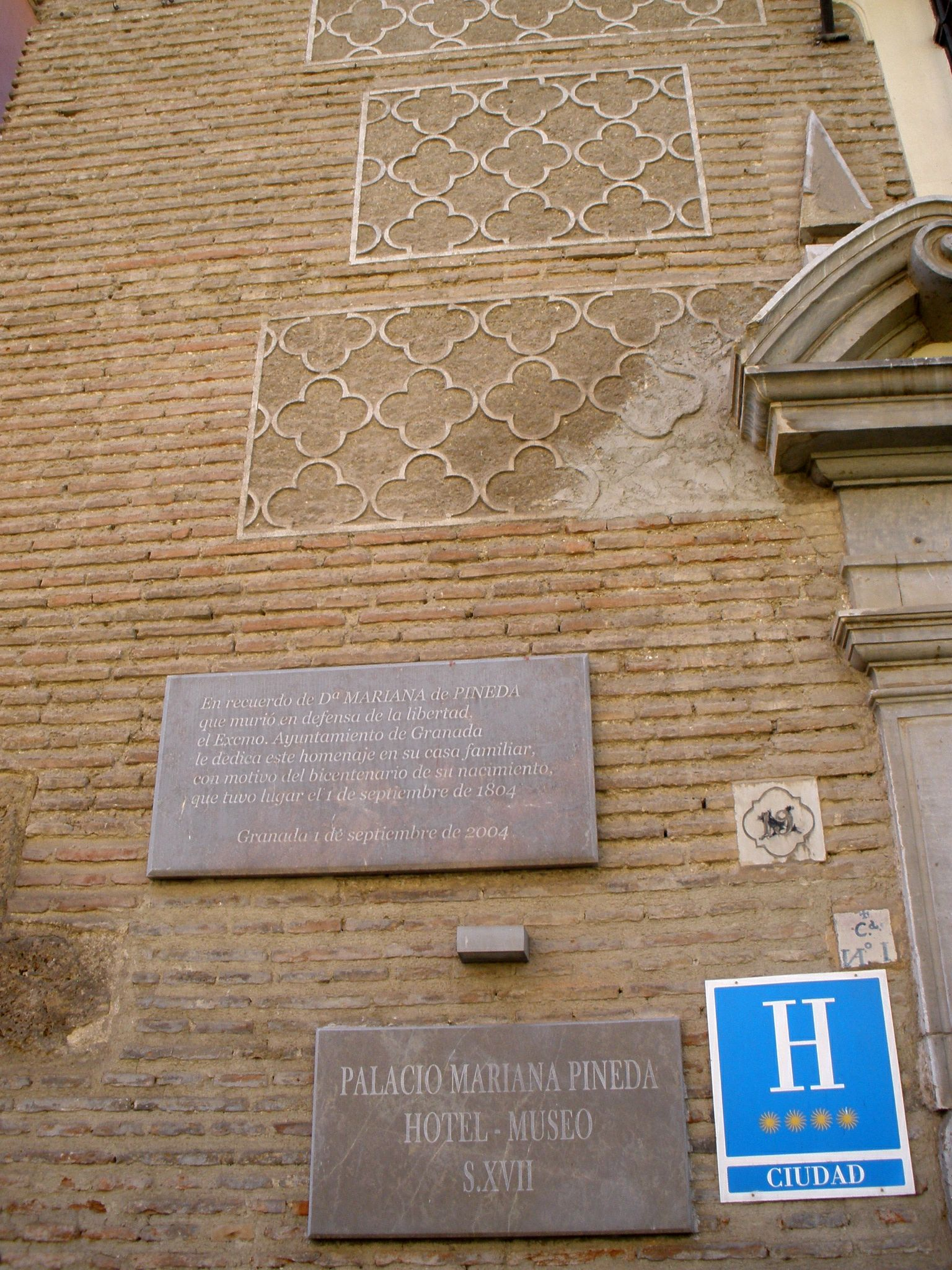
Placa memorial en la casa familiar de Mariana Pineda en Granada

Cuando murió su tutor este legó a su propia hija parte de los bienes que le correspondían a Mariana por herencia de su padre, por lo que tuvo que pleitear durante toda su vida para que le fueran devueltos, aunque al parecer nunca lo consiguió —en 1828 hay constancia de que todavía mantenía un pleito para recuperar un viñedo heredado de su padre—.
Se casó cuando tenía quince años con Manuel de Peralta y Valle, once años mayor que ella y que acababa de abandonar el ejército —no se sabe de qué vivía—. La boda se celebró en octubre de 1819 de forma «sigilosa», en palabras de su principal biógrafa Antonina Rodrigo, debido a la condición de hija ilegítima de Mariana. En marzo del año siguiente dio a luz a un niño, José María, y en mayo de 1821 a una niña, Úrsula María. Dos años después, en agosto de 1822, falleció su esposo dejando a su viuda de dieciocho años con dos hijos pequeños. Al parecer fue en esos años de su matrimonio, que coinciden con el Trienio Liberal, cuando Mariana se adhirió a la causa liberal y tras la nueva restauración del absolutismo por Fernando VII en 1823, ya viuda acogió en su casa a liberales perseguidos. En esos círculos conoció al militar de brillante expediente Casimiro Brodett y Carbone, con el que estuvo a punto de casarse pero el matrimonio se frustró porque Brodett no consiguió la preceptiva dispensa real a causa de su filiación liberal y quedó «impurificado» viéndose obligado a abandonar el ejército, marchándose a continuación a Cuba. Mariana, por su parte, durante los dos años siguientes desapareció de Granada y se ignora dónde estuvo y lo que hizo durante ese tiempo.
Cuando volvió a Granada ayudó a un primo suyo, Fernando Álvarez de Sotomayor Ramírez, a escapar de la cárcel donde cumplía condena desde 1827 por haber participado en diversas conspiraciones liberales organizadas por los exiliados de Gibraltar. La estratagema de la que se valió para liberar a su primo en 1828 fue introducir unos hábitos en la cárcel y entregárselos a Fernando, que disfrazado de fraile salió de la prisión sin mayores dificultades porque, como había observado Mariana, los muchos clérigos que entraban y salían del establecimiento nunca eran controlados por los guardias. Se refugió inicialmente en casa de Mariana y cuando fue a buscarlo allí el alcalde del crimen de Granada Ramón Pedrosa Andrade ya se encontraba en Gibraltar. Pasó a formar parte de la leyenda de Mariana Pineda que mantuvo una relación sentimental con su primo, pero no existe ninguna prueba. Lo que sí está demostrado es que tras su vuelta tuvo como amante al abogado José de la Peña, de veintiocho años, y que según su biógrafa Antonina Rodrigo, citada por Carlos Serrano, posiblemente estuvo unido a Mariana «por un matrimonio secreto de los llamados de “conciencia”, celebrado en la iglesia de Santa Ana». De ese enlace nacería en enero de 1829 una niña a la que Mariana reconoció como hija natural a pesar de que no vivieran juntas, aunque no así José de la Peña, que esperó a 1836 para «adoptarla», a 1846 para reconocerla como hija y a 1852 a reconocerla como heredera.
En alguna otra ocasión también atrajo la atención del alcalde del crimen Pedrosa a causa de la denuncia presentada contra ella por un tal Romero Tejada por unas supuestas conexiones con los «anarquistas» -que era el nombre que entonces también utilizaban los absolutistas para referirse a los revolucionarios liberales— de Gibraltar. Más grave fue el caso en que se vio envuelto su fiel criado Antonio Buriel —que había servido a las órdenes de Rafael del Riego— que fue detenido por Pedrosa por haber llevado cartas comprometedoras y que le valieron a Mariana verse confinada en su casa. El caso nunca llegó a juzgarse aunque Mariana en prevención ya había solicitado los servicios del abogado José María Escalera. La investigación en los archivos policiales ha demostrado que la policía granadina estaba convencida de que Mariana Pineda estaba directa o indirectamente implicada en los preliminares de una insurrección y que su criado Antonio Buriel «tenía preparada una docena de hombres decididos para lanzarlos a la calle».

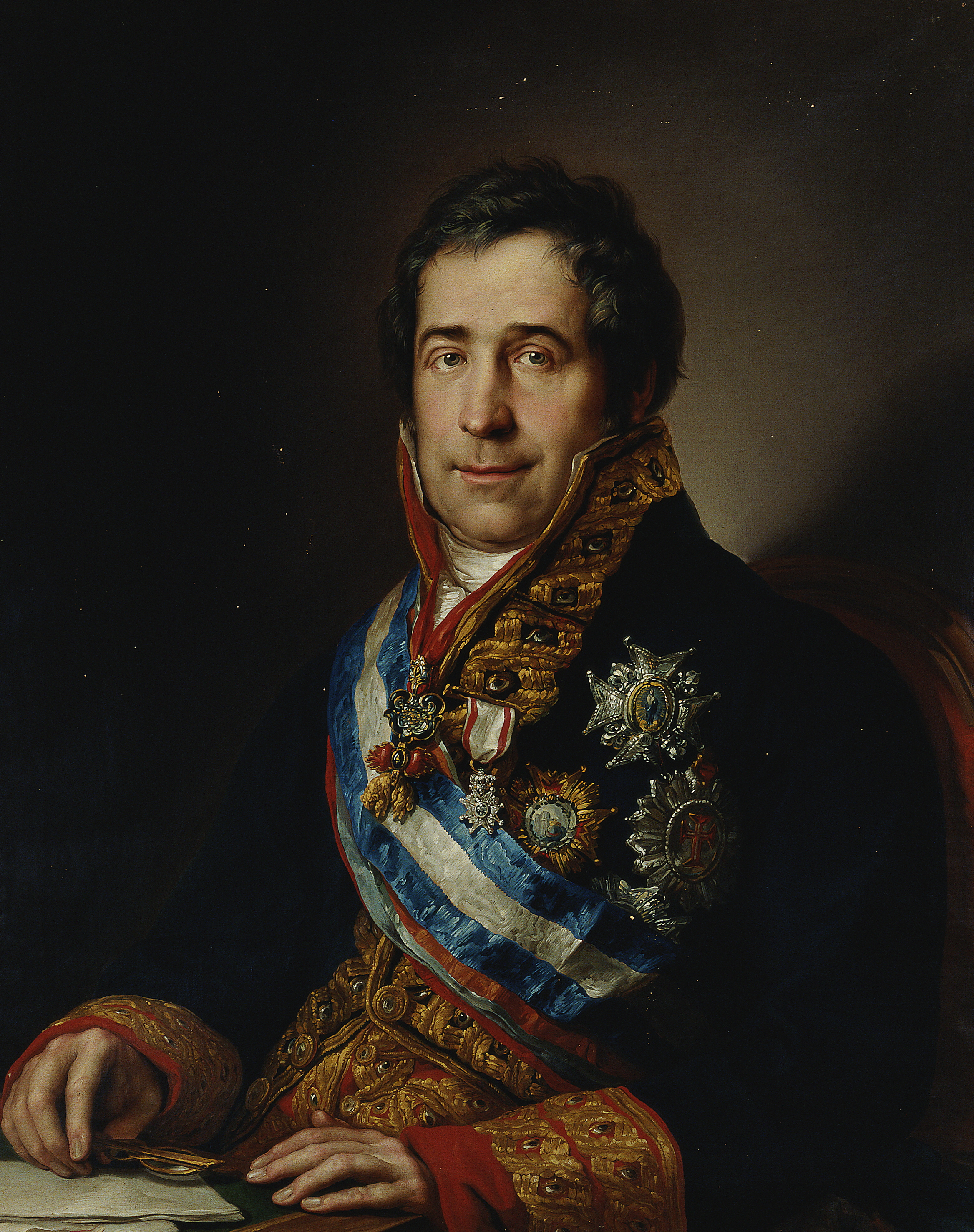
Retrato de Francisco Calomarde, por Luis de la Cruz y Ríos (copia de Vicente López).

La policía absolutista del ministro Francisco Calomarde estaba alerta desde que supo que el general José María Torrijos, que junto con el general Francisco Espoz y Mina, era el líder de los liberales exiliados, había llegado a Gibraltar a principios de septiembre de 1830. De hecho la primera tentativa de insurrección antiabsolutista tuvo lugar en enero de 1831 cuando Torrijos y su grupo intentó marchar sobre La Línea de la Concepción desde Gibraltar, con el objetivo de alcanzar Algeciras. Unas semanas más tarde, sin que se sepa si tuvieron una relación directa con Torrijos, un grupo de liberales acabó con la vida del gobernador de Cádiz, lo que fue interpretado equivocadamente por la guarnición de San Fernando para iniciar un levantamiento que resultó un fracaso, al mismo tiempo que desde el Campo de Gibraltar había salido un grupo de unos 200 hombres que recorrieron la Serranía de Ronda hasta que fueron capturados por los Voluntarios realistas. Estos movimientos parecían indicar que se estaba preparando un levantamiento generalizado por toda Andalucía que estaría encabezado por Torrijos y por Espoz y Mina, y coordinado desde Madrid por Salustiano de Olózaga. Se llegó a fijar la fecha del 20 de marzo de 1831 para el levantamiento, pero la policía de Calomarde, estaba al tanto de los preparativos —algunos de sus agentes se encontraban en Gibraltar siguiendo a Torrijos y a su grupo— y lograron desbaratar el intento. Dos días antes de la fecha prevista para el levantamiento Mariana Pineda fue detenida en su casa de Granada.

## El proceso contra Mariana Pineda (1831)

### La detención

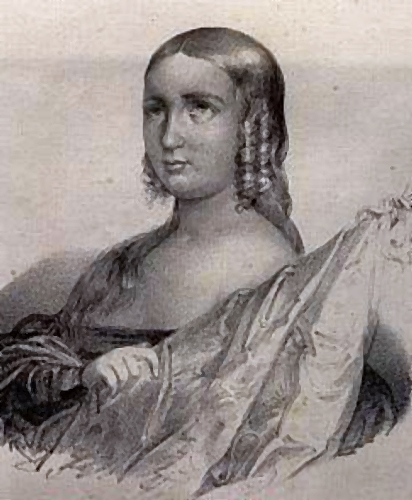
Retrato de Mariana Pineda. Grabado del año 1862 de Isidoro Lozano en el ayuntamiento de Granada.

El 18 de marzo de 1831 la policía al mando del alcalde del crimen Pedrosa irrumpió en su domicilio, el número 6 de la casa 77 de la calle del Águila en Granada, y al encontrarse «dentro de la casa que habitaba doña Mariana Pineda, cabeza o principal de ella» una «bandera, señal indubitada del alzamiento que se forjaba» fue «aprehendida... teniéndosela legalmente... por autora del horroroso delito», según el relato del fiscal que presentó en el juicio al que fue sometida. Según Carlos Serrano, las condiciones en que se encontró la «bandera» en casa de Mariana «hacen sospechar que la introdujo en ella algún agente manipulado por la policía, sin duda una de las propias bordadoras del Albaicín a quien ella tenía encomendado el trabajo y que, descubierta o denunciada, se habría visto más o menos obligada a introducir el famoso pendón en su casa para que pudiera ser «descubierto» luego allí y sirviera de base para la acusación».
De momento fue confinada en su propio domicilio, bajo la custodia de un guardia, de donde escapó tres días después aprovechado un descuido del vigilante disfrazada de anciana, pero el guardia logró alcanzarla en la calle y Mariana le rogó que no la denunciara y para tratar de ablandarle le propuso que le acompañara en la huida. Este hecho sería utilizado por el fiscal para imputarle un supuesto segundo delito, además del de preparar un alzamiento contra «la soberanía del Rey N.S.», el de «haber emprendido su fuga de la prisión que le fue constituida en su casa», tratando de «seducir o cohechar al dependiente que la custodiaba y que le dio alcance en su fuga, diciendo a este que la dejara, ofreciéndole que se fuese con ella y le haría feliz». A causa de este intento de fuga fue recluida en la cárcel de mujeres de mala vida del convento de las Arrecogidas Santa María Egipcíaca.
Hoy parece claro que las autoridades absolutistas, dada su condición de mujer, no la consideraban uno de los dirigentes de la conjura liberal que creían que estaba en marcha en Granada —de hecho en ninguno en los pronunciamientos liberales del final del reinado de Fernando VII hubo mujeres directamente implicadas—, sino que la detuvieron para que denunciara a sus cómplices, verdaderas cabezas de la conspiración en la que ella sería nada más que una comparsa. Prueba de ello sería que Pedrosa, el jefe de la policía de Granada, estaba habilitado para indultarla incluso después del juicio si aceptaba declarar sobre sus cómplices, cosa a la que ella se negó hasta el final —una firmeza que por otro lado no había mostrado su primo Fernando Álvarez de Sotomayor, a quien Mariana había ayudado a escapar de la cárcel, que informó a las autoridades absolutistas de las actividades del grupo de José María Torrijos en Gibraltar a cambio del indulto—.
Por otro lado se especuló que la detención y la condena a muerte de Mariana se debía al despecho sufrido por el alcalde del crimen Ramón Pedrosa que estaría enamorado de ella. Esta teoría la expuso veladamente durante el juicio su abogado defensor al referirse a «ciertos acontecimientos y circunstancias fatales» que habían hecho que a la referida [Mariana]  «se la tenga por algunos en un concepto» que no merecía, entre las que se encontraba «no haber accedido a pretensiones de otros sujetos» quienes «no sería extraño que se hayan propuesto llevar su resentimiento y venganza hasta el extremo de arruinarla». Mucho más explícitas fueron las coplas que circularon por la ciudad, y que perduraron mucho tiempo, como esta:

Granada triste está
 Porque Mariana Pineda
 A la horca va
 Porque Pedrosa y los suyos
 Sus verdugos son,
 Y esta ha sido su venganza
 Porque Mariana de Pineda
 su amor no le dio

Del supuesto enamoramiento de Pedrosa por Mariana no hay prueba alguna, aunque sí se puede afirmar que el alcalde del crimen de Granada se tomó el proceso como un asunto personal, presionándola para que delatara a sus supuestos cómplices, todo ello reforzado por el hecho de que Pedrosa había recibido del ministro de Gracia y Justicia Calomarde plenos poderes para investigar todas las «conspiraciones» que se produjeran en Granada, lo que le concedía un derecho de vida o muerte sobre los encausados puesto que nadie podía interferir en sus decisiones. Así tres semanas después de la detención de Mariana la administración de Justicia de Granada decidió que su causa pasara a las manos de Pedrosa.

### El juicio

Reconstrucción hipotética de la «bandera» que supuestamente estaría bordando Mariana Pineda y que motivó su detención, juicio y ejecución

El expediente penal de Mariana Pineda fue robado a principios del siglo XX, aunque afortunadamente las piezas más importantes de este —la acusación del fiscal y el alegato del abogado defensor— habían sido reproducidos en un libro publicado en 1836, tras la muerte de Fernando VII, por su primer biógrafo y uno de su amantes, el abogado José de la Peña y Aguayo. Por esos documentos sabemos que la base de la acusación era haber encontrado en su casa «el signo más decisivo y terminante de un alzamiento contra la soberanía del Rey N.S. y su gobierno monárquico y paternal». El «signo» consistía en:

tres letreros escritos con encarnado en papel al parecer de marquilla, que dicen: el uno, Igualdad; Libertad, el otro, y el tercero, Ley, y 13 letras cortadas de papel marquilla, y son L, I, T, A, D, Y, G, V, A, D, J, E, J,, todas mayúsculas, [y un] tafetán morado del ancho de dos paños y largo algo más de dos varas y tercia con un triángulo verde en medio, y en un lado de él, bordadas de carmesí, las letras mayúsculas B, E y embastada de cartón, una R; en otro lado de él, también bordadas de carmesí, las letras mayúsculas, A, L, y a medio bordar, una D; y en las orillas del largo de dicho tafetán, como en medio de él, dos pedazos de vando embastado... [todo lo cual tenía] la forma de una bandera que sirviese de señal o alarma para un Gobierno revolucionario

Con esta prueba —una supuesta bandera a medio bordar y en las que estaban esbozadas las palabras de un posible lema— el fiscal le imputó el delito de rebelión contra el orden y el monarca, que según el reciente decreto de Fernando VII de 1 de octubre del año anterior estaba castigado con la pena de muerte, según lo establecido en su artículo 7.º:

Toda maquinación en el interior del reino para actos de rebeldía contra mi autoridad soberana o suscitar conmociones populares que lleguen a manifestarse por actos preparatorios de su ejecución, será castigada en los autores y cómplices con la pena de muerte

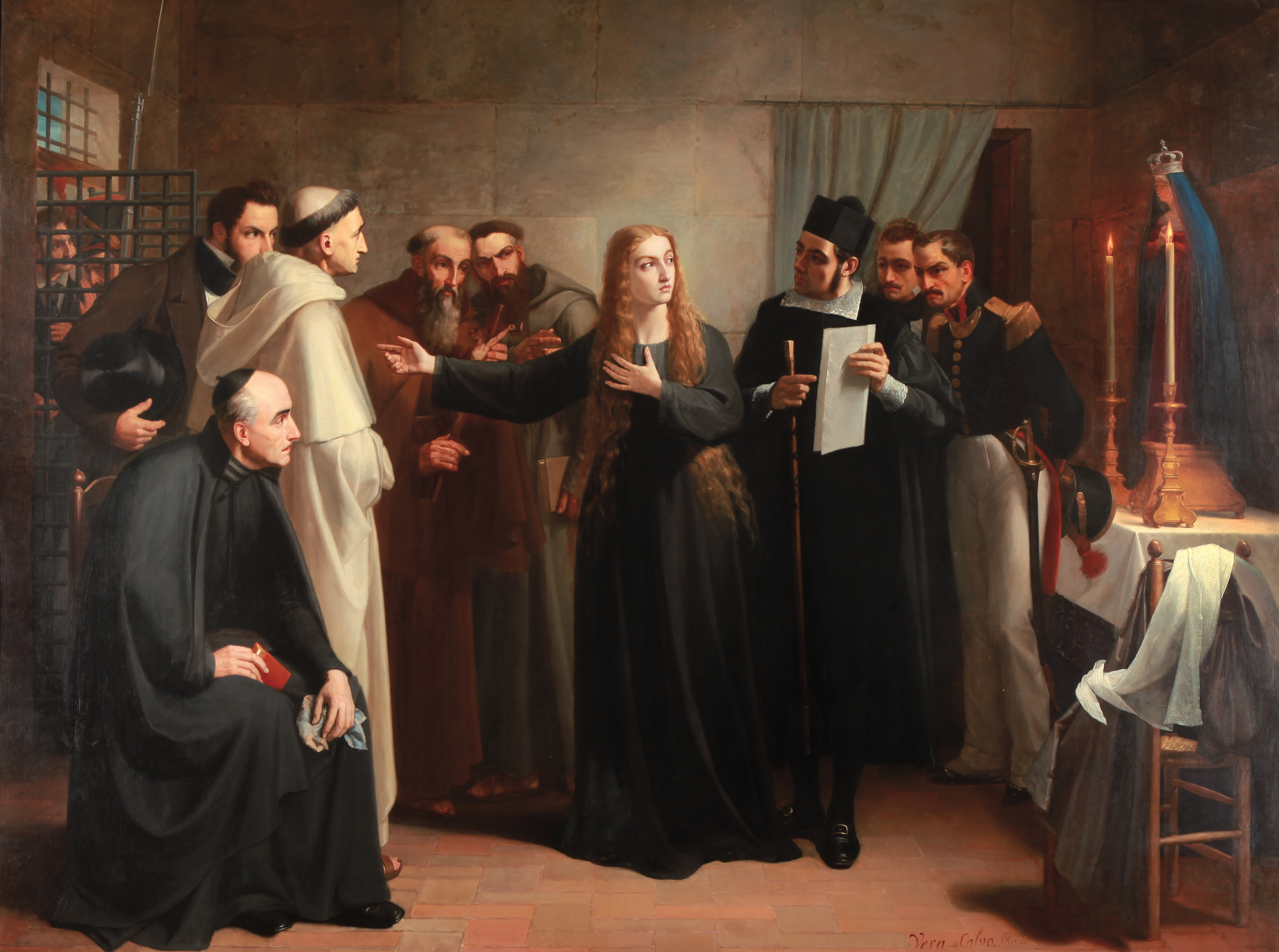
Cuadro de Juan Antonio Vera Calvo de 1862 que muestra a Mariana Pineda en capilla, antes de ser llevada al cadalso

Como era de esperar la defensa se basó en desmontar la «prueba» que constituía la supuesta «bandera», primero cuestionando que fuera tal, basándose en el propio informe de la policía que hablaba de un paño montado en unos bastidores no de una bandera, y en segundo lugar que la supuesta bandera fuera «revolucionaria», aduciendo que en realidad se trataba de una enseña destinada a la masonería —«el emblema del triángulo verde fijado en su centro demuestra que su destino era más bien para adorno de alguna logia francmasónica»— y como las mujeres no podían pertenecer a la masonería, su defendida estaba libre de culpa, o como mucho solo podía ser condenada a una corta pena de prisión por complicidad con masones, una «secta» prohibida. El defensor estaba en lo cierto porque en España no hubo logias masónicas femeninas hasta mucho más tarde, a finales del siglo XIX d. C., y porque efectivamente, como lo ha corroborado un experto en el tema, citado por Carlos Serrano, «el triángulo donde aparece el lema Libertad, Igualdad, Ley corresponde indiscutiblemente a divisa masónica, desde 1746. Los colores morado y verde, durante el siglo XIX d. C., corresponden al grado 22 de la masonería, es decir, al de Caballero de la Real Hacha según el rito escocés antiguo».
Así pues, según Carlos Serrano, «la argumentación del abogado defensor es muy probable que sea la que más se acerque a la verdad de lo que efectivamente había sido la actuación de Mariana en los primeros meses del fatídico año de 1831: estar en contacto con masones y prepararles algunos distintivos para sus logias». Sin embargo los masones «a su vez indudablemente se relacionaban, cuando no se confundían, con los grupos de conspiradores liberales que estaban tramando en esos meses un levantamiento generalizado por todo el sur andaluz», por lo que «Mariana estaba efectivamente relacionada con esa revolución que con tanto ahínco la policía de Fernando VII y de Calomarde intentaba prevenir en torno a 1830».

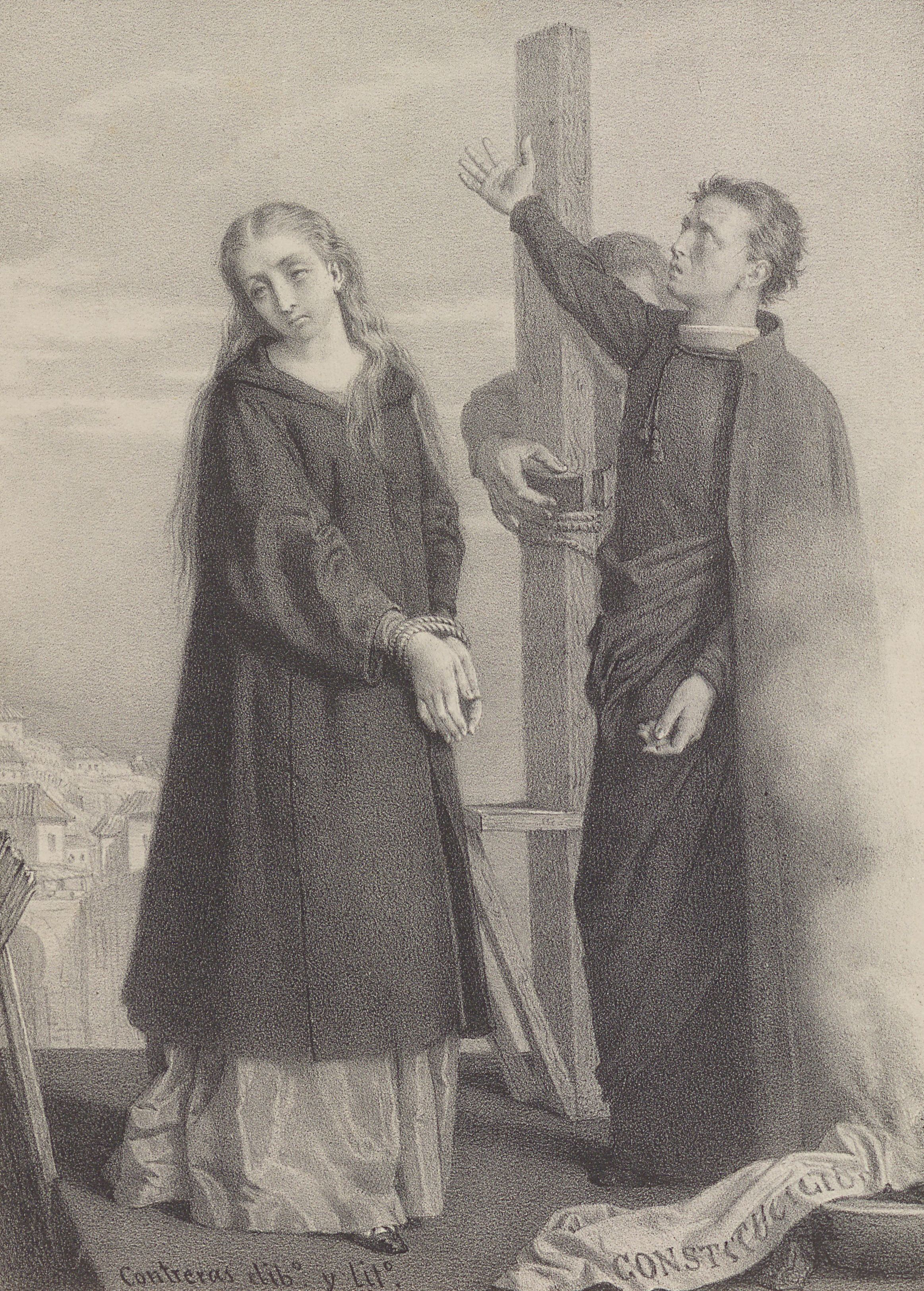
Mariana Pineda en el patíbulo.

### La ejecución
A pesar de la convincente defensa que hizo su abogado, Mariana Pineda fue condenada a muerte.
El día de su ejecución al parecer había preparada una operación destinada a liberarla durante el trayecto que conducía del convento de las Arrecogidas Santa María Egipcíaca, donde había permanecido internada, hasta el Campo del Triunfo donde estaba montada la cruz, pero por motivos desconocidos no tuvo lugar. Así que nada impidió su muerte por garrote vil el 26 de mayo de 1831, a los veintiséis años de edad.
Se cuenta que mantuvo su dignidad preparándose para su muerte, se negó a que le quitasen las ligas para no «ir al patíbulo con las medias caídas».
Su ejecución pretendió castigar la causa de los liberales, lo que la convirtió en una mártir para estos y en un símbolo popular de la lucha contra la falta de libertades, a consecuencia de lo cual llegó a convertirse en personaje principal de varias piezas dramáticas, poemas y ensayos.

## Sepultura
Los restos de Mariana de Pineda fueron inhumados en el cementerio de Almengor, lugar próximo al de ajusticiamiento, situado junto al río Beiro, frente a la que en el siglo XX fue Prisión Provincial de Granada. En 1836 fueron exhumados y depositados sucesivamente en la Basílica de Nuestra Señora de las Angustias, en capilla del oratorio de la casa consistorial y en la iglesia del Sagrario, entre 1844 y 1854. El 9 de septiembre de este último año se volvieron a exhumar, colocándose la urna de nuevo en dependencias municipales. Finalmente, en 1856, los restos de Mariana de Pineda fueron depositados en la cripta de la catedral de Granada, donde permanecen, bajo una sencilla lápida, con el siguiente epitafio:

† D.O.M. Ad perpetuam memoriam. Reliquiæ mortales Marianæ a Pineda, quam, sæva morte, percussit tyrannus, Granatæ septimo kalendas junii, anni millesimi octogentesimi trigesimi primi. Requiescat in pace. Patria grata ejus memoriam colit. Anno M.DCCCLVI.

## Memoria histórica

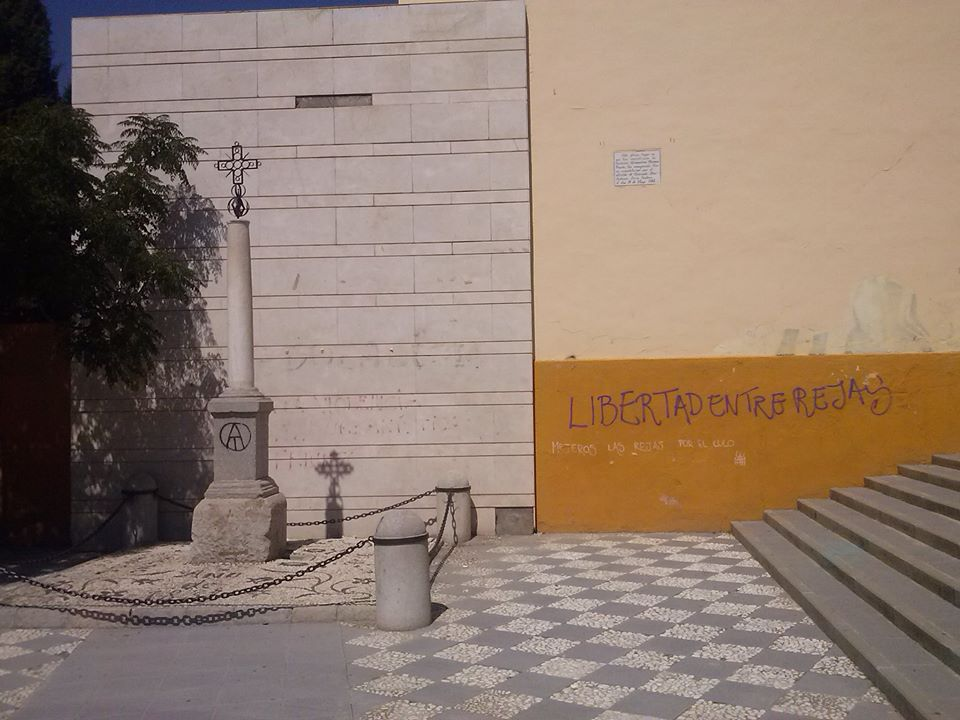
Monumento a Mariana Pineda en la Plaza de la Libertad de Granada, donde se trasladó en 1988 (anteriormente había estado ubicada en la cercana plaza del Triunfo). La inscripción en el monumento reza así:
«En 26 de mayo de 1831 fue sacrificada en este sitio destinado al suplicio de los criminales la joven doña Mariana Pineda porque anelaba (sic) la libertad de la patria. El Ayuntamiento Constitucional y la Audiencia Territorial dispusieron en 1840 que en memoria de tan ilustre víctima se colocase en este lugar el Sagrado Signo de nuestra Santa Religion y que no se volviesen a hacer ejecuciones de justicia en el.»

Tras el triunfo de la revolución liberal española, Mariana Pineda fue convertida en una heroína de la causa de la libertad, y de su figura se ocuparon numerosos autores en cuyas obras «predomina la glorificación de la combatiente por la causa política, de la luchadora por la libertad, pero también de la víctima inocente de la represión y del absolutismo. En este último punto, la condición femenina de Mariana es usada como un agravante... (“Sólo esclavos cobardes podían / inmolar a una débil mujer”, dice uno de los muchos poemas escritos en su honor, recopilados por Antonina Rodrigo)». Un grupo de diputados granadinos pidieron a las Cortes que el «nombre de la célebre heroína Doña Mariana Pineda se inscriba en el salón de ellas, en premio de su civismo y amor a la libertad» y que se pasara una pensión a sus hijos.
Durante el reinado de Isabel II, el interés por ella decayó. Fue redescubierta con el advenimiento del Sexenio Democrático y, sobre todo, con la Primera República Española, que erigió en su memoria un monumento público en 1873 en Granada. Con la Restauración regresó al olvido para ser de nuevo reconocida y exaltada su persona durante la Segunda República. En mayo de 1931, apenas un mes después de haberse producido su proclamación, la República celebró el centenario de la ejecución de Mariana Pineda mediante una serie de honores militares establecidos en un decreto del Gobierno provisional presidido por Niceto Alcalá-Zamora a propuesta del ministro de la Guerra, Manuel Azaña. Más tarde, el gobierno republicano aprobó la emisión de un sello de Correos con su efigie.
En la recuperación de la memoria histórica de Mariana Pineda en las décadas de 1920 y 1930 tuvo un papel esencial el socialista Fernando de los Ríos, que fue ministro de Justicia en el gobierno provisional, y que desde 1911 había sido catedrático en Granada. Él fue el que al parecer despertó en su amigo el poeta Federico García Lorca el interés por una figura entonces olvidada y que le llevó a escribir en 1925 la obra de teatro Mariana Pineda. Romance popular en tres estampas que después de superar ciertos problemas con la Dictadura de Primo de Rivera pudo estrenarse dos años más tarde, en 1927. En la obra Lorca huye del mito liberal y lo que muestra en su lugar, según Carlos Serrano, «es su inconformidad histórica, su imposibilidad íntima de avenirse al absolutismo fernandino, los resortes de su rebelión privada que la lleva al suplicio público».
La entrada protocolaria del Edificio Louise Weiss, sede de la cámara principal del Parlamento Europeo en Estrasburgo, lleva su nombre.

## Obras literarias sobre Mariana Pineda

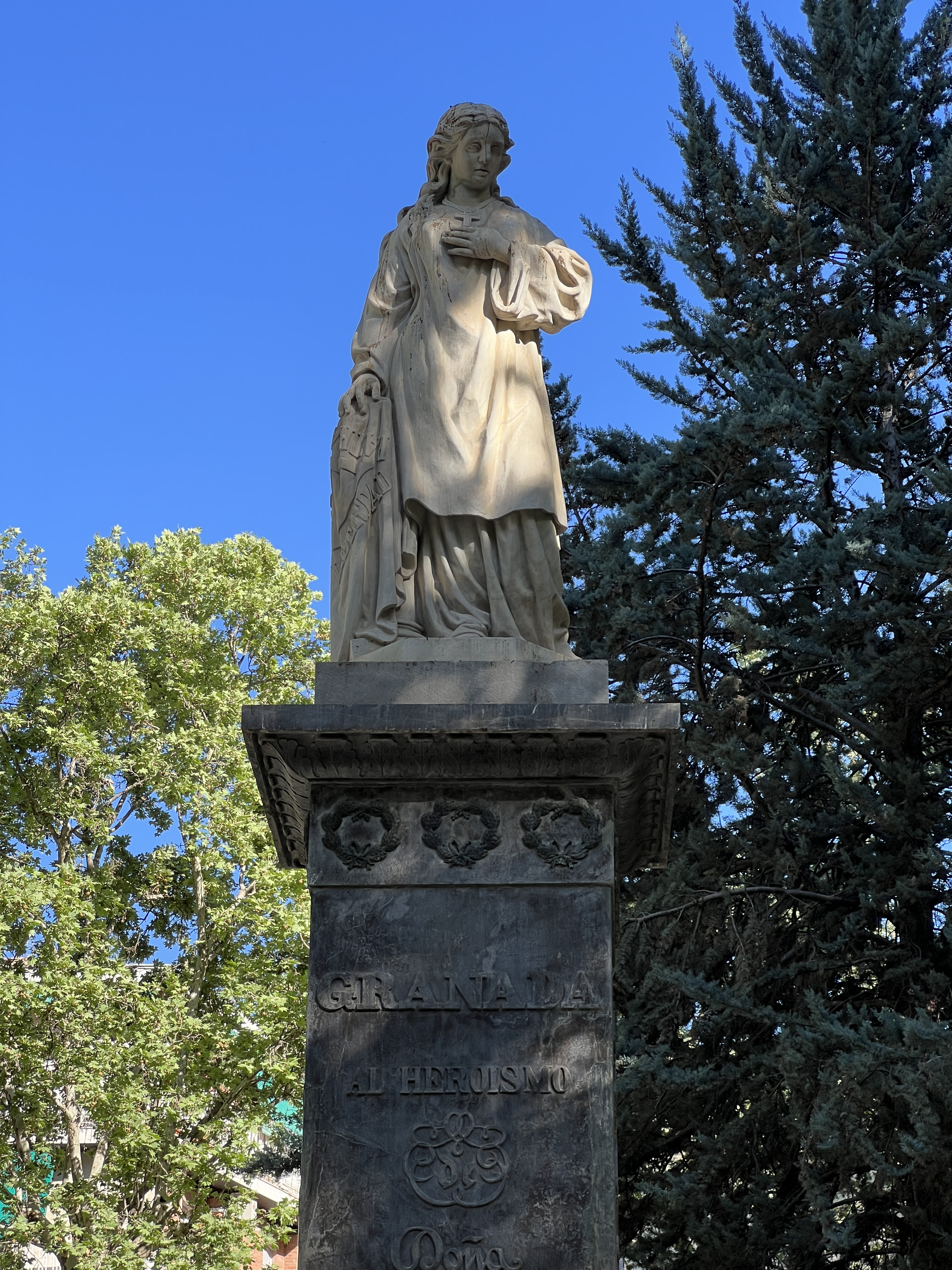
Monumento a Mariana Pineda en la plaza que lleva su nombre en la ciudad de Granada

- Francisco Villanueva y Madrid, El heroísmo de una señora ó la tiranía en su fuerza. Drama histórico original en cuatro actos dedicado a la inmortal Mariana Pineda, víctima por la libertad en Granada. Reinado de Fernando VII, y Ministerio de Calomarde. Lisboa: Na Impr. De J. M. R. e Castro, Rua Formosa, 67, 1837.
- Francisco de Paula Lasso de la Vega, Mariana Pineda. Drama en cuatro actos, 1838.
- Federico García Lorca, Mariana Pineda, 1925.
- José Martín Recuerda, Las arrecogías del beaterio de Santa María Egipciaca, 1970.
- José Ramón Fernández Domínguez, Mariana, 1991.
- Antonio Carvajal, Mariana en sombras, 2002.
- Isabel Pisano, El Papiro de Sept, 2009

## Obras musicales sobre Mariana Pineda
- Alberto García Demestres, Mariana en sombras, 2001. Ópera con libretto de Antonio Carvajal.

## Mariana Pineda en televisión
- «Mariana Pineda», episodio de la serie Paisaje con figuras producida por RTVE con guion de Antonio Gala, dirección de Antonio Betancourt e interpretado por Blanca Estrada,[30] se emitió el 13 de diciembre de 1976.[31]
- Proceso a Mariana Pineda (1984), de Rafael Moreno Alba, serie de RTVE protagonizada por Pepa Flores, Germán Cobos, Juanjo Puigcorbé, Carlos Larrañaga, etc.